# Costin Nathan

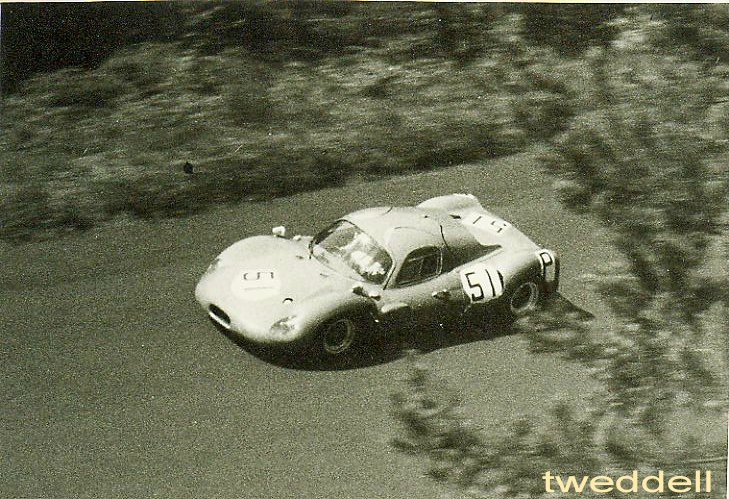
Costin Nathan beim 1000-km-Rennen auf dem Nürburgring 1967

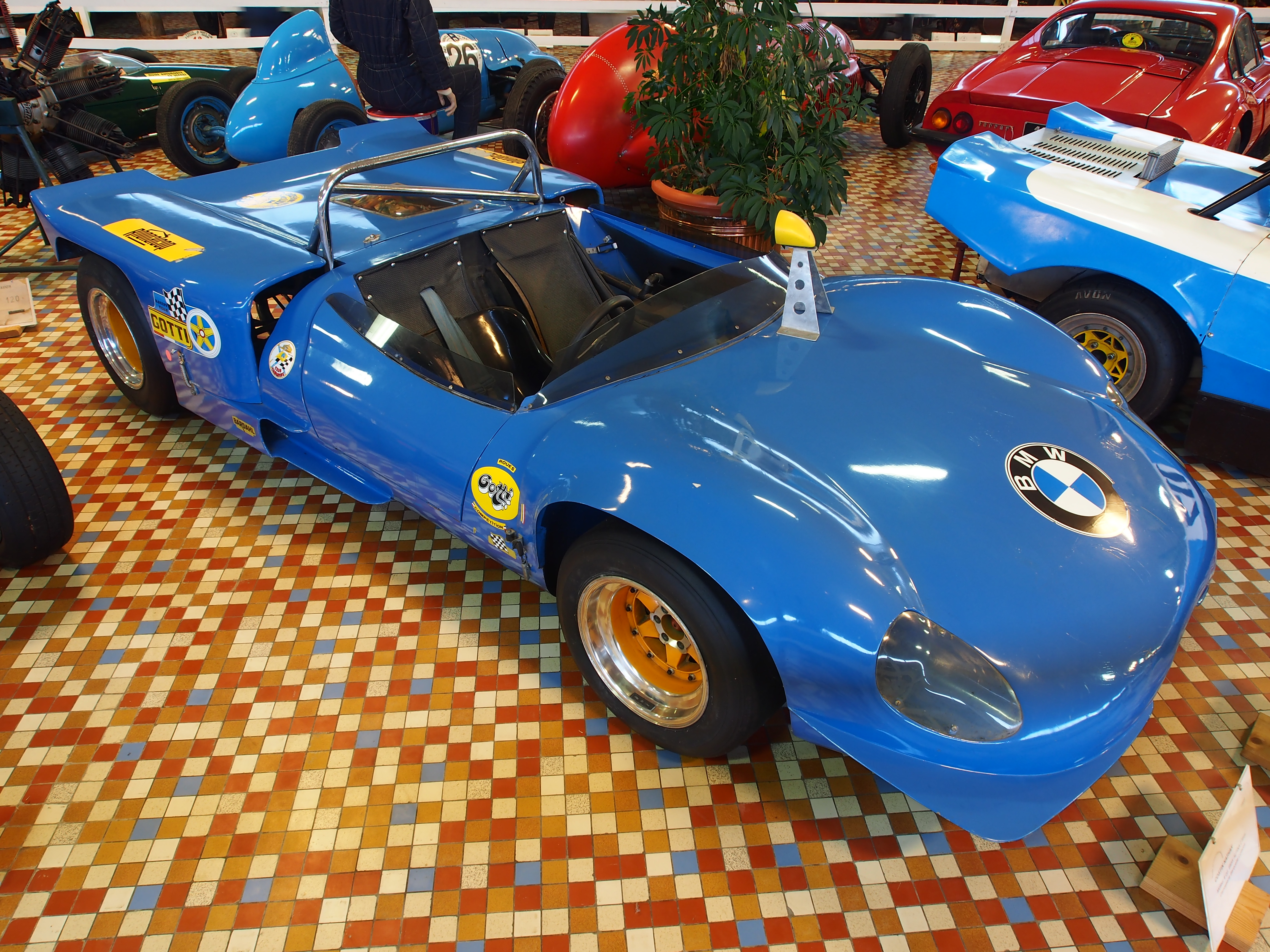
1968 Costin Nathan

Costin Nathan ist die Bezeichnung für eine Reihe von Rennwagen, die Frank Costin zusammen mit Roger Nathan entwickelte.
Nach verschiedenen Projekten im Rennwagenbau, unter anderem bei Vanwall, Lotus, Lister, Maserati und Marcos, wandte sich der Flugzeug-Ingenieur und Aerodynamiker Frank Costin 1965/1966 einem weiteren Projekt zu, dem Bau eines ultraleichten Mittelmotor-Rennsportwagens.
Basierend auf einem der von ihm favorisierten Sperrholz-Monocoques entstanden zunächst zwei offene Rennsportwagen, wovon einen Roger Nathan erfolgreich einsetzte. Beflügelt durch diese Erfolge wurde ab 1966 eine Coupé-Version entwickelt und auf der London Racing Car Show 1966 neben dem Spyder Privatfahrern angeboten. Motorisiert wurden alle Costin-Nathan zunächst mit präparierten Hillman-Imp-Motoren mit 998 cm³ Hubraum. Dank ihrer Aerodynamik und des sehr niedrigen Gewichts waren diese kleinen Coupés recht erfolgreich im Rennsport, so auch beim 500-km-Rennen am Nürburgring 1967 und 1968.
Probleme bereiteten allerdings die filigranen Hilfsrahmen im Heck, die den Beanspruchungen nicht immer standhielten. Weitere Einsätze liefen fortan nur noch über Roger Nathan, weil sich Frank Costin aus dem Projekt zurückgezogen hatte, da er für Rennstallbesitzer Ron Harris einen Formel-2-Wagen für die Saison 1967 konstruieren sollte, den Protos.
Nathan setzte das Costin-Coupé 1967 beim 24-Stunden-Rennen von Le Mans und beim 1000-km-Rennen auf dem Nürburgring ein. Eine Weiterentwicklung mit einem leistungsstärkeren BMW-Motor wurde zwar noch in Angriff genommen, ebenso die mit einem der bewährten Lotus-Twin-Cam-Aggregate, aber Roger Nathan arbeitete parallel schon an einer Rennsportversion für die Saison 1969, dem Astra-Rennsportwagen, bei dem er auf wesentliche Konstruktionsdetails des Costin-Coupés zurückgriff, so etwa auf das Sperrholzchassis, das er nahezu unverändert übernahm.